# Cero Control de la Calidad
Cero Control de Calidad es un enfoque del Control de Calidad desarrollado y formalizado por Shigeo Shingo, que destaca la aplicación de las Poka Yoke.

## Descripción
Se basa en la premisa de que los defectos se dan porque ocurren errores en el proceso. Si existe la adecuada inspección y si se toman las acciones necesarias en el lugar donde se pueden dar errores, entonces no habrá defectos. Para ello se deben utilizar inspecciones en la fuente, autochequeos y chequeos sucesivos como técnicas de inspección.
La idea principal de este concepto es la interrupción del proceso cuando ocurre un defecto, la definición de la causa y su corrección, bajo el principio de Justo a Tiempo en lo que se refiere a calidad. No es necesario realizar muestreos y aplicar control estadístico de la calidad para conseguir la ausencia de defectos.
La aplicación práctica de este enfoque se basa en investigar minuciosamente la ingeniería de los productos y los procesos.